# Salix xiaoguangshanica
Salix xiaoguangshanica är en videväxtart som beskrevs av Yi Liang Chou och N. Chao. Salix xiaoguangshanica ingår i släktet viden, och familjen videväxter. Inga underarter finns listade i Catalogue of Life.